# 鳥羽城
鳥羽城（とばじょう）は、現在の三重県鳥羽市鳥羽三丁目にあたる志摩国答志郡鳥羽にあった日本の城。鳥羽藩の藩庁が置かれた。水軍の城で、大手門が海側へ突出して築かれたため、鳥羽の浮城、また、城の海側が黒色、山側が白色に塗られていたため、二色城、錦城とも呼ばれる。三重県指定史跡。

## 歴史

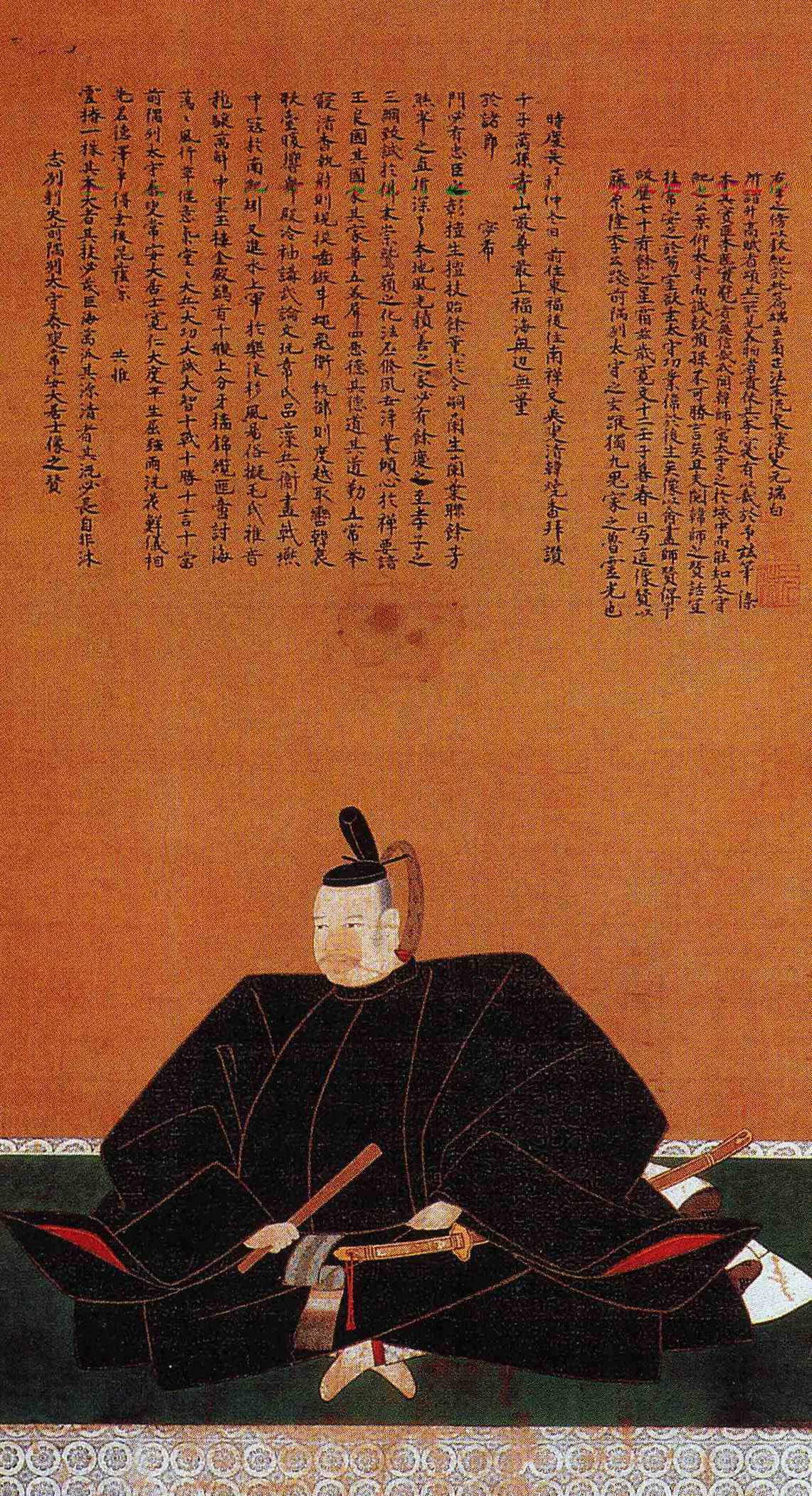
九鬼嘉隆

鳥羽城があった樋の山（志摩国答志郡鳥羽）の鳥羽湾に突出した部分には中世、橘氏の居館があった。1594年（文禄3年）当時、豊臣秀吉の家臣であった九鬼嘉隆がその跡地に築城した。九鬼家3代、内藤家3代、天領、土井家1代、大給（松平）家1代、板倉家1代、戸田（松平）1代と目まぐるしく城主が代わり、1725年（享保10年）以降に稲垣家8代で漸く定着した。1854年（安政元年）に地震により城内天守以下の建物が倒壊し、修理を加えないまま、1871年（明治4年）に度会県が置県され同年に払い下げられ破却された。

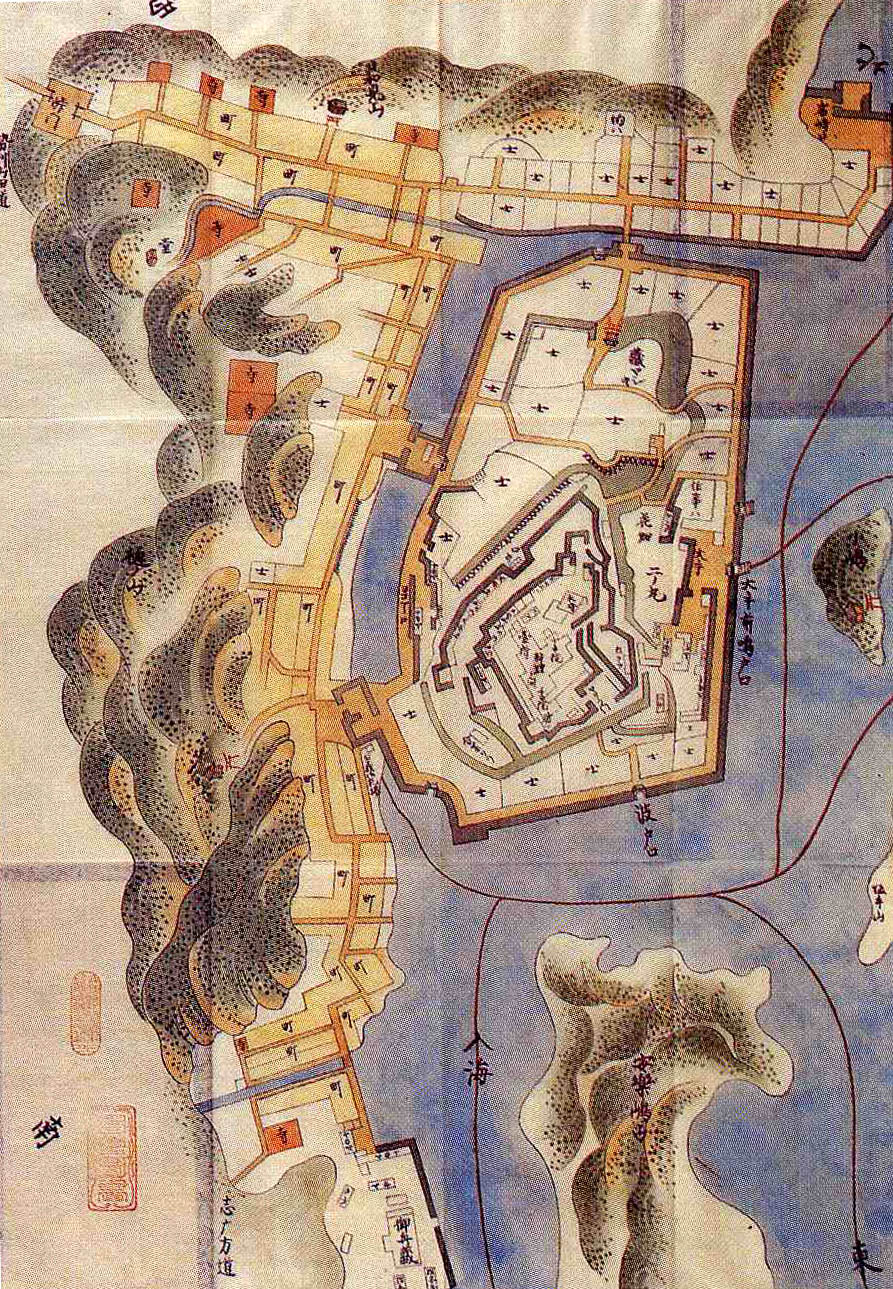
鳥羽城古絵図／浅野文庫所蔵

### 現在
現在の鳥羽水族館の裏手にある低い丘が鳥羽城跡である。本丸跡は鳥羽市立鳥羽小学校の運動場となっていた。山麓北側の武家屋敷跡には市役所・城山公園・旧鳥羽幼稚園などが造られ、遺構は本丸と旧家老屋敷の石垣が残っている。1965年（昭和40年）12月には、三重県史跡に指定されている。『極秘諸国城図』のうち鳥羽城の絵図が2018年（平成30年）に発見確認され、2019年（令和元年）に公表された。

## 天守の存在
長らく鳥羽小学校の敷地となっていた本丸跡は2009年（平成21年）に同校が校舎の老朽化を理由に移転した事を契機に、翌年の2010年（平成22年）に天守台や本丸御殿の遺構確認を主たる理由とした発掘調査を実施した。その際に天守曲輪に関連するとみられる雨落ち溝などの遺構を確認できたものの天守台と推定される場所は削平が著しく石垣の痕跡は確認できなかった。しかし2013年（平成25年）に鳥羽市立図書館で、天守の具体的な寸法が書かれた古文書が保管されていることが分かった。その古文書によると、天守の一重目と二重目は正面5間と奥行6間、三重目が3間半と3間1尺の広さを有し、四方には3尺の走りが取り付けられていた他、天守台には納戸が設けられていたという。

## ギャラリー

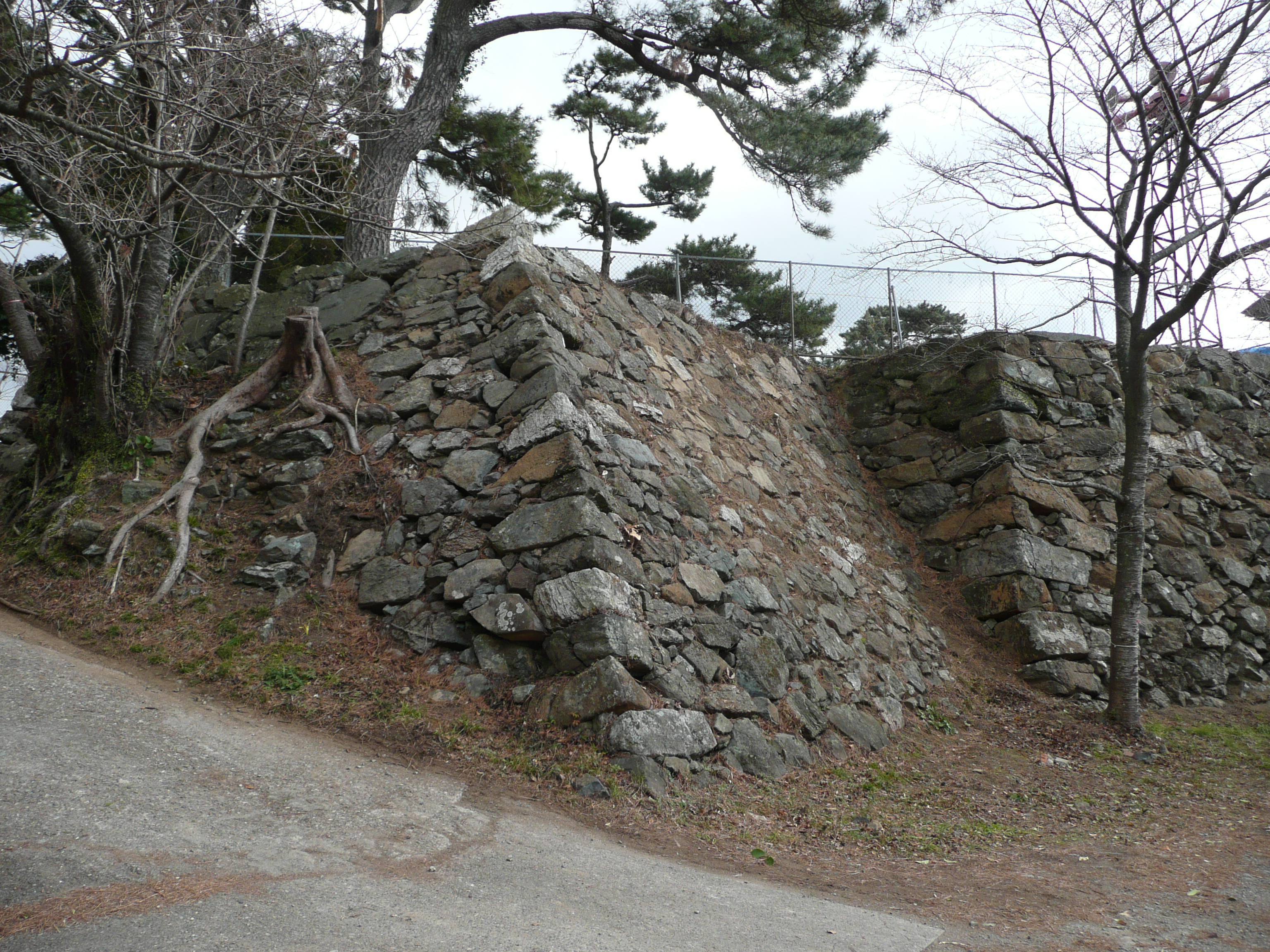
天守台石垣
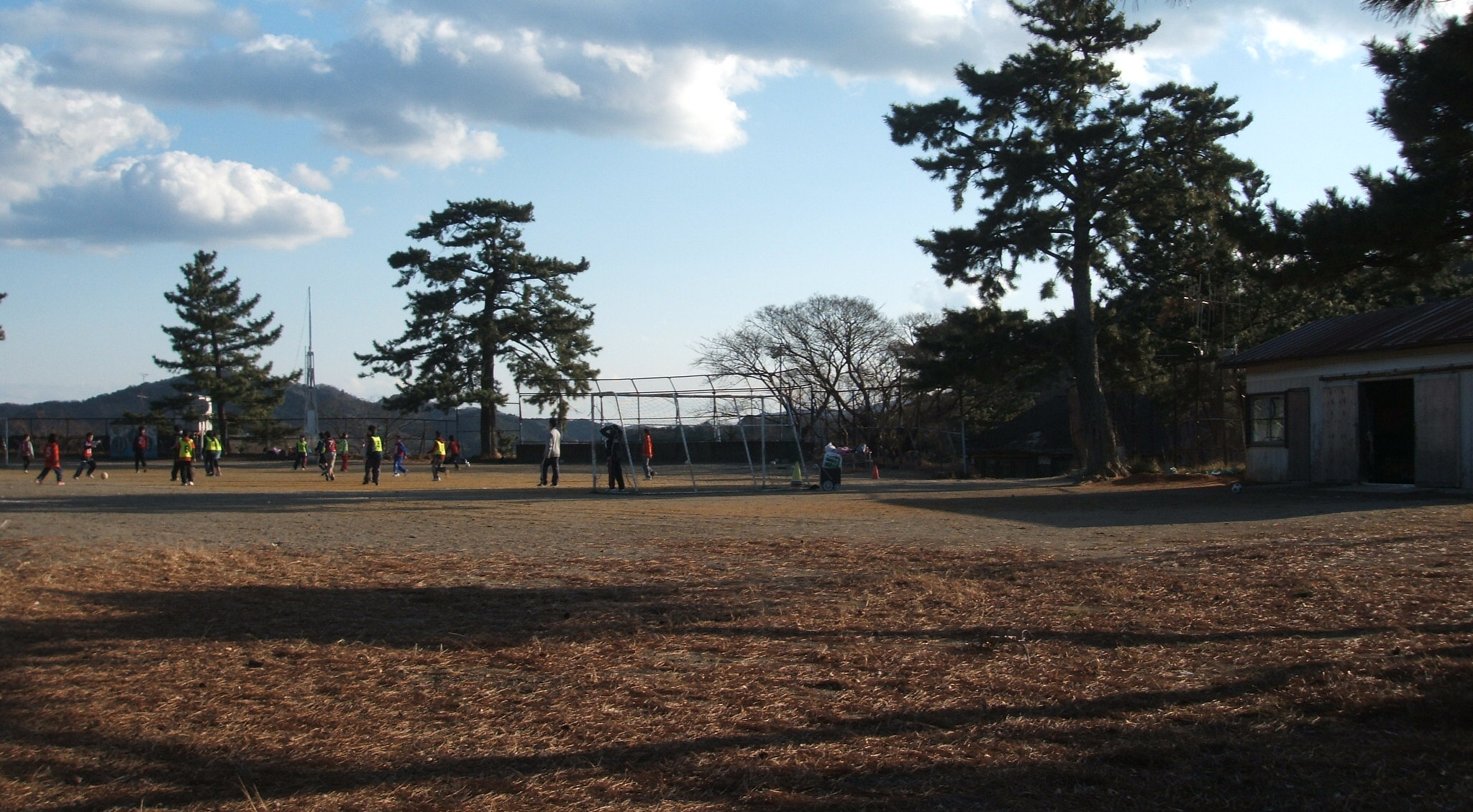
本丸・天守跡
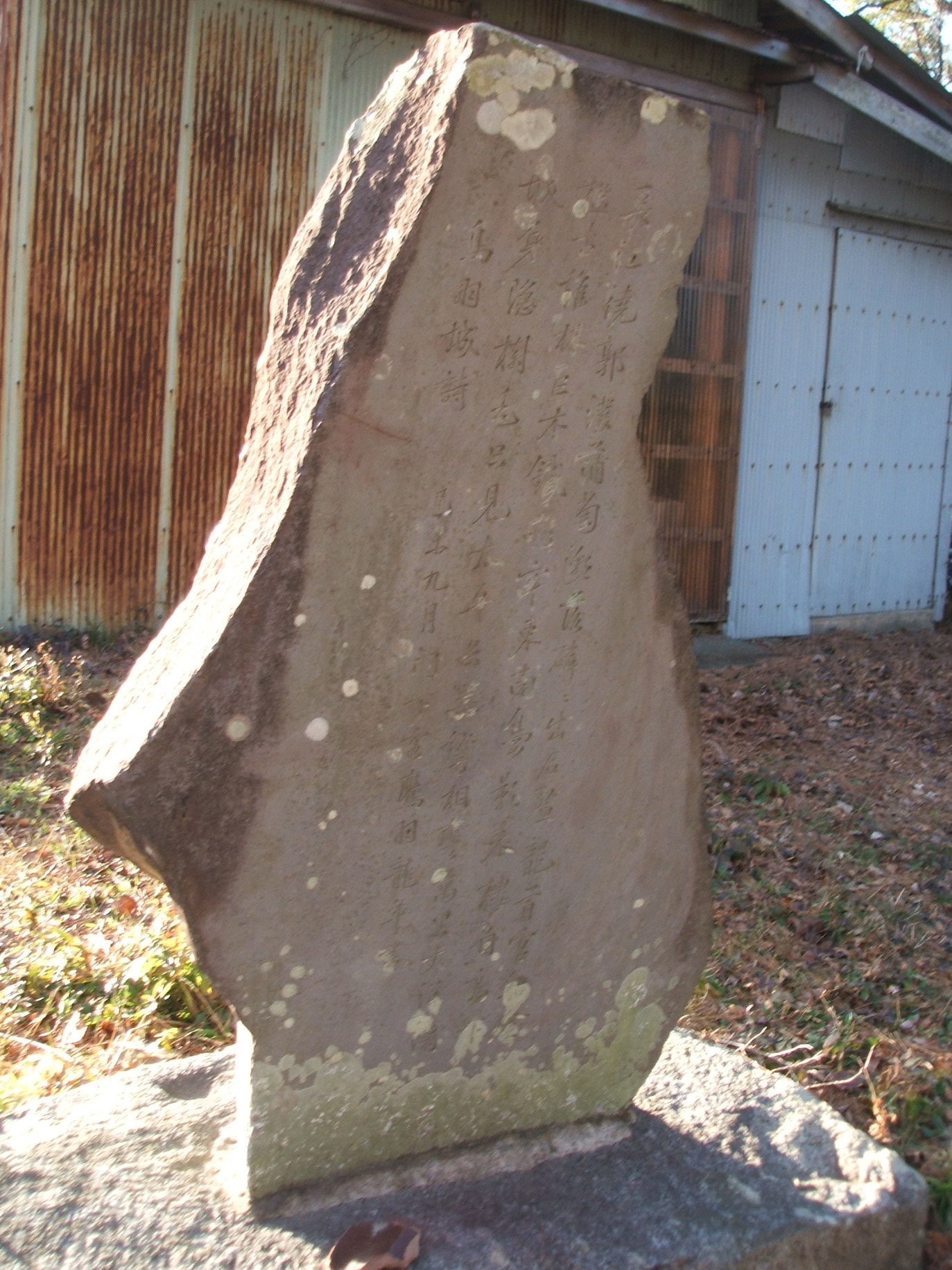
鳥羽城石碑